# Saison 5 de Lucifer
Chronologie
Saison 4 Saison 6
La cinquième saison de Lucifer, série télévisée américaine, est composée de seize épisodes,. La série est découpée en deux parties, la première partie a été mise en ligne le 21 août 2020 et la deuxième est disponible depuis le 28 mai 2021 sur la plateforme Netflix.

## Synopsis
Tandis que Chloé doit apprendre à vivre sans Lucifer, Amenadiel, nouveau patron du Lux, se voit forcé d'aller en enfer pour demander l'aide de son frère. Une fois de retour sur Terre, Lucifer fait une surprenante découverte, un visage familier qui depuis son absence, s'est fait passer pour lui et qui cherche à lui voler et gâcher sa vie. De plus, Lucifer découvre des indices pointant sur l'apparition de son père sur Terre.
Entre-temps, la relation de Lucifer et Chloé est montée d’un cran. Chloé se fait alors kidnapper et Lucifer, fou de rage, remue ciel et terre pour la retrouver.

## Distribution

### Acteurs principaux
- Tom Ellis (VF : Damien Ferrette) : Lucifer Morningstar / Michel Demiurgos, le frère jumeau de Lucifer
- Lauren German (VF : Stéphanie Lafforgue) : lieutenant Chloé Decker / Jack Monroe (épisode 4)
- D. B. Woodside (VF : Jean-Louis Faure) : Amenadiel / Melvin Le magnifique (épisode 4)
- Lesley-Ann Brandt (VF : Barbara Beretta) : Mazikeen « Maze » Smith / Lilith, la mère de Maze (épisode 4)
- Kevin Alejandro (VF : Pierre Tessier) : Daniel « Dan » Espinoza (épisodes 1 à 15) / Willy le roi des saucisses (épisode 4)
- Aimee Garcia (VF : Dorothée Pousséo) : Ella Lopez / Tommy Stompanato (épisode 4)
- Scarlett Estevez (VF : Maryne Bertieaux) : Beatrice « Trixie » Espinoza
- Dennis Haysbert (VF : Thierry Desroses) : Dieu  (épisodes 7 à 14)
- Rachael Harris (VF : Nathalie Homs) : Dr Linda Martin / Gertie (épisode 4)

Photos des acteurs principaux
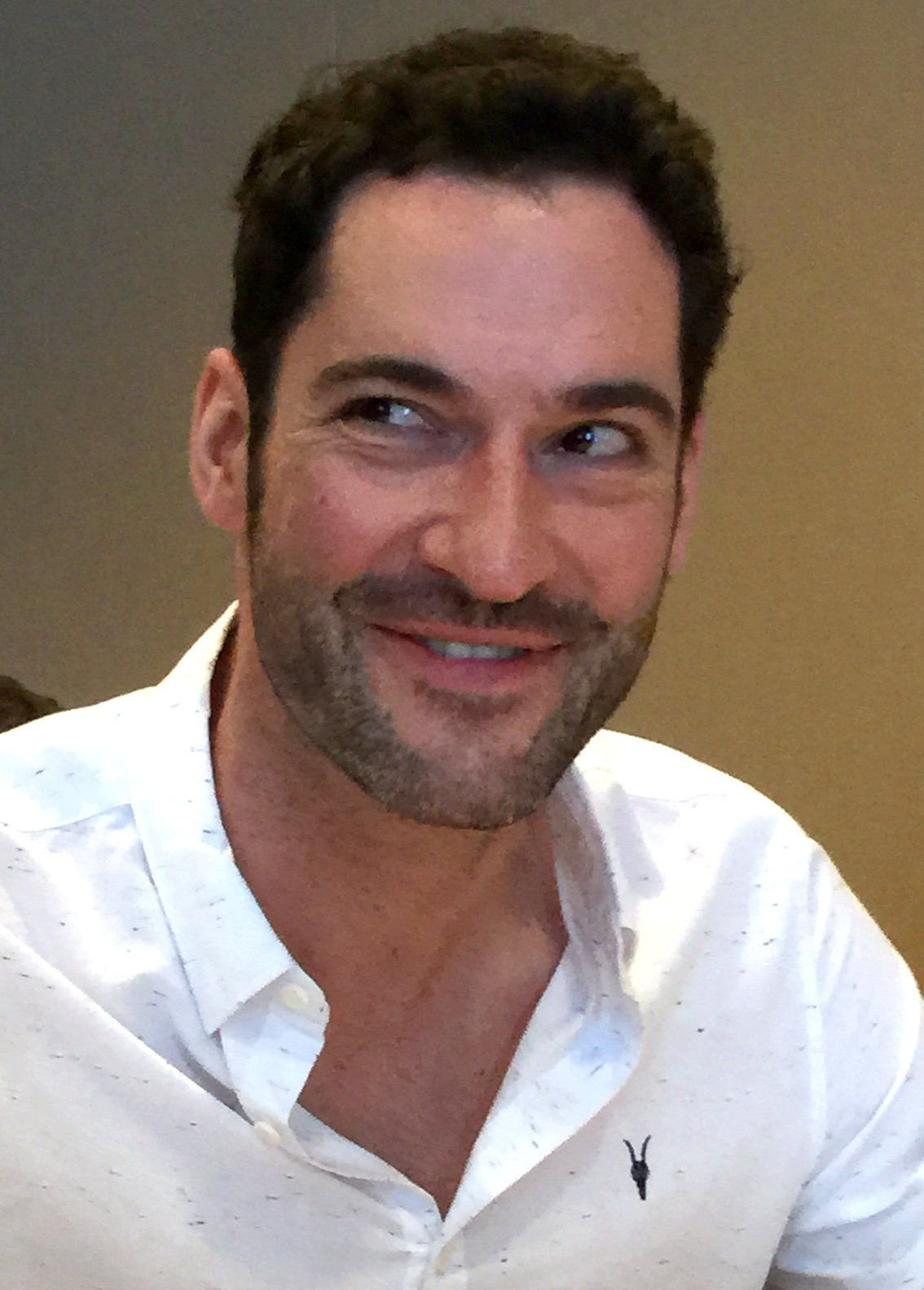
Tom Ellis interprète Lucifer Morningstar et Michael Demiurgos le frère jumeau de Lucifer.
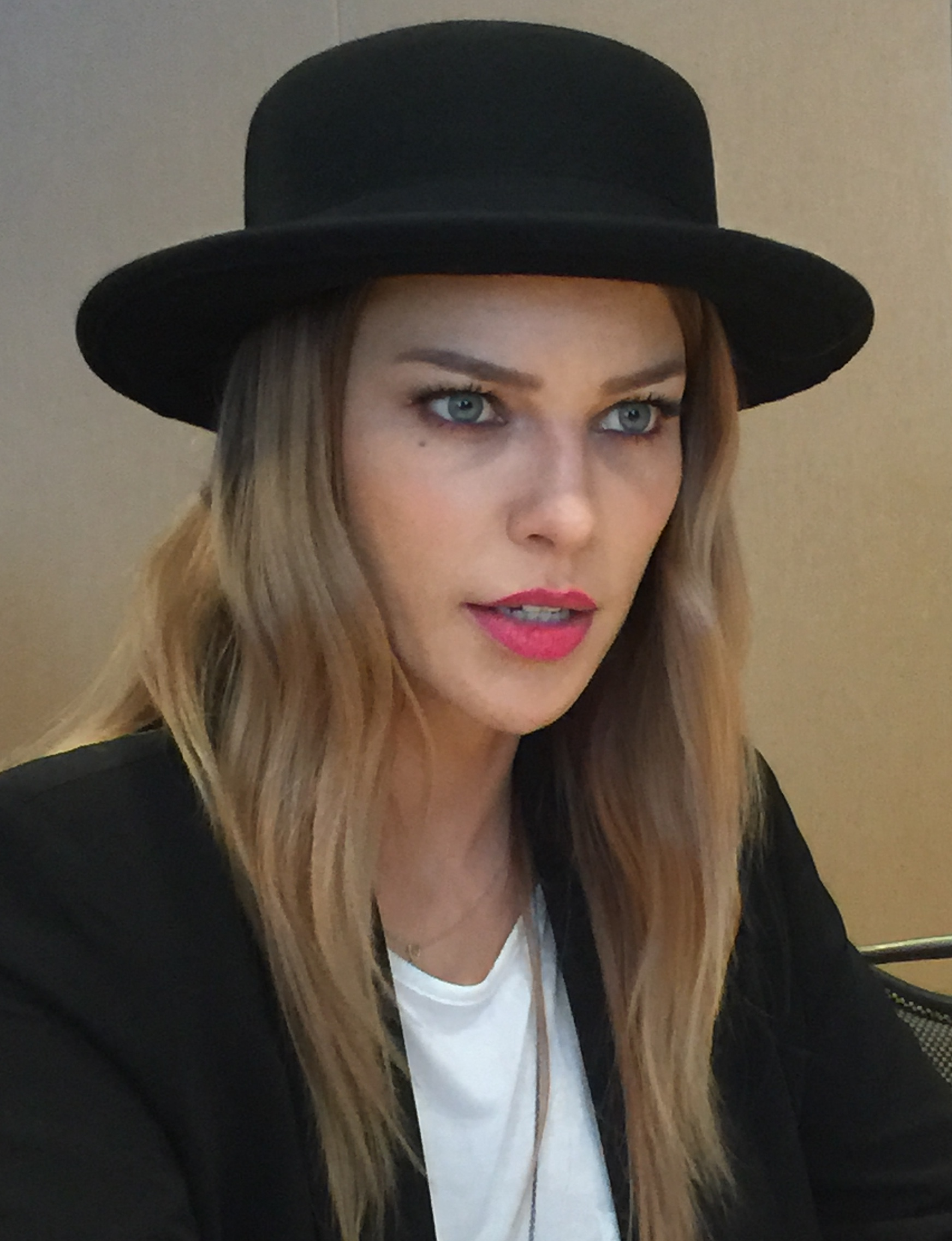
Lauren German interprète Chloé Decker.
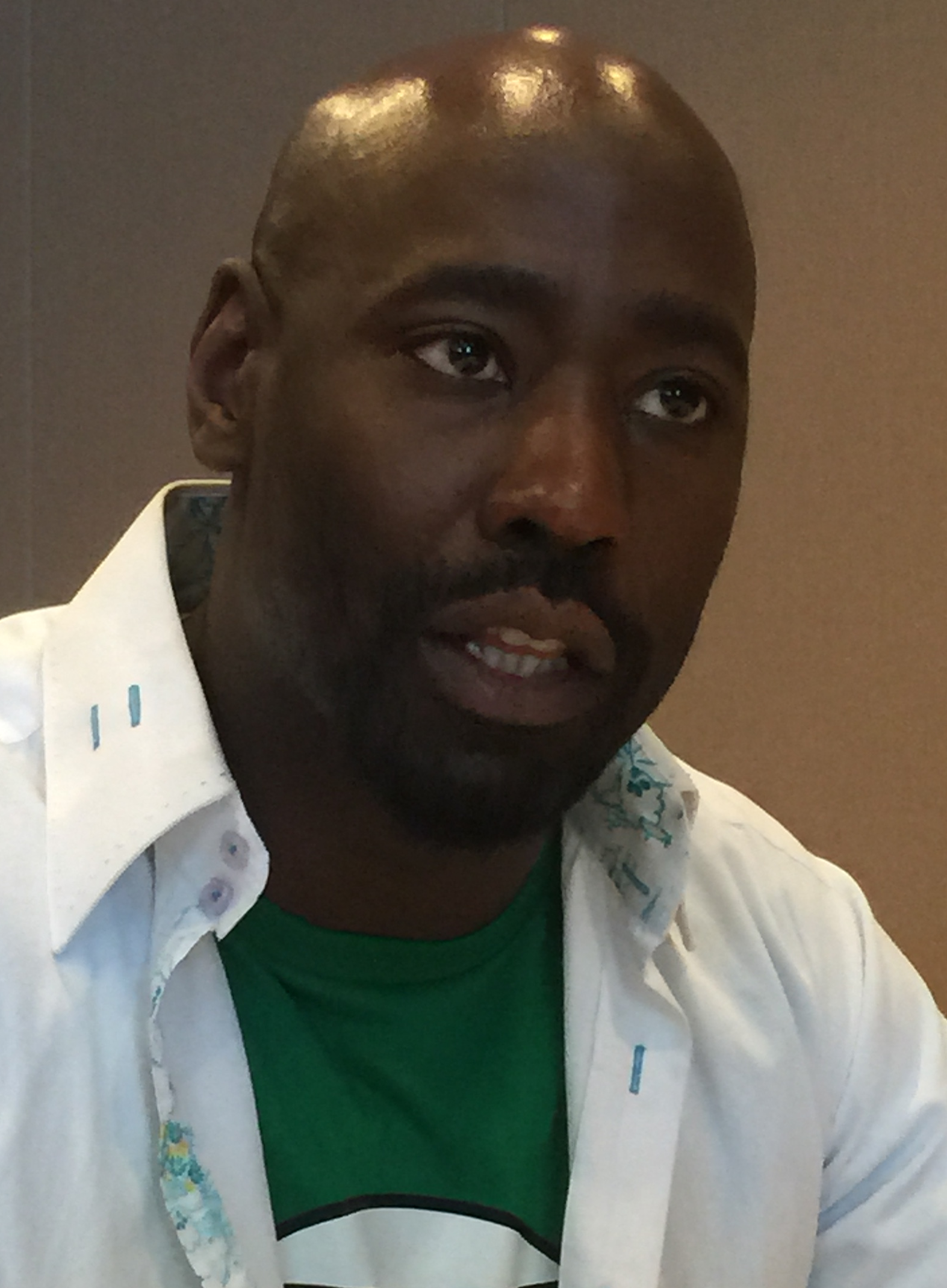
D. B. Woodside interprète Amenadiel.
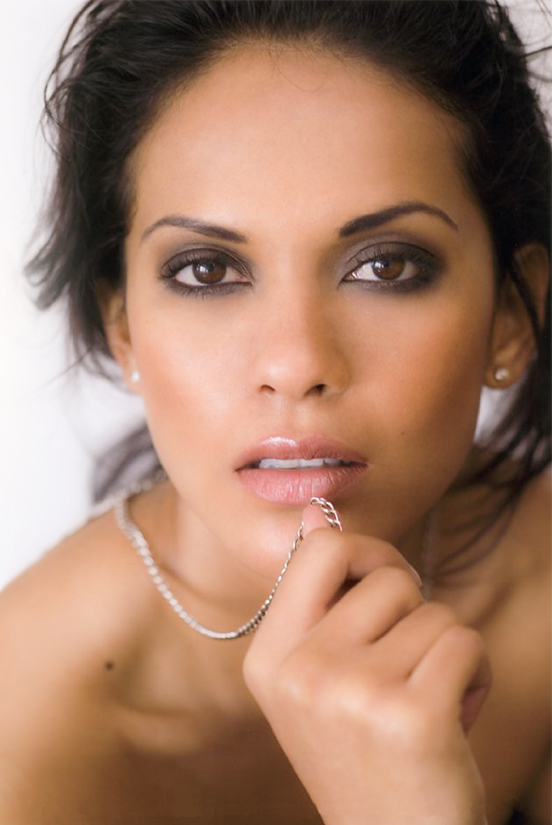
Lesley-Ann Brandt interprète Mazikeen « Maze » Smith et Lilith la mère de Maze.
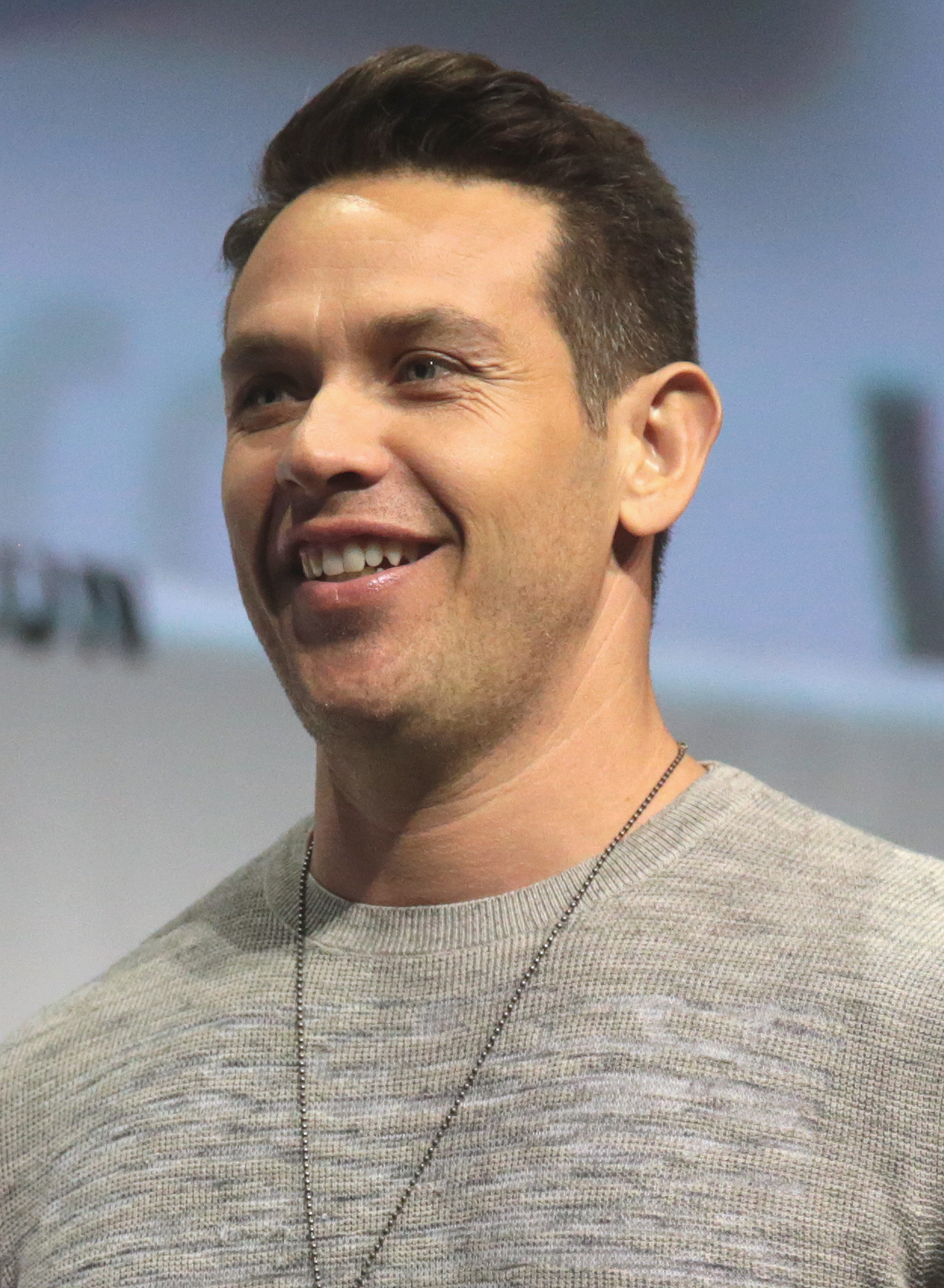
Kevin Alejandro interprète Dan Espinoza.
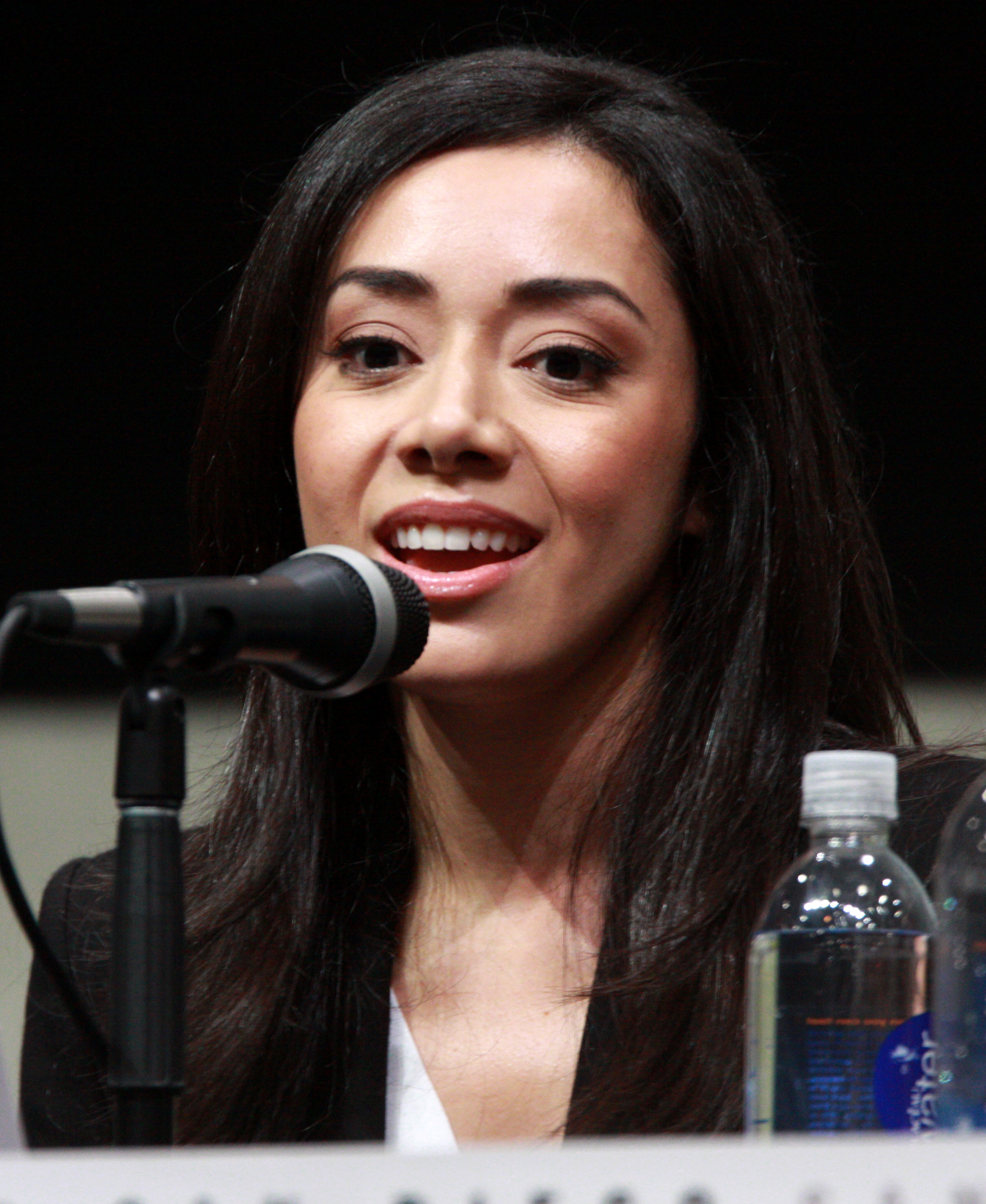
Aimee Garcia interprète Ella Lopez.
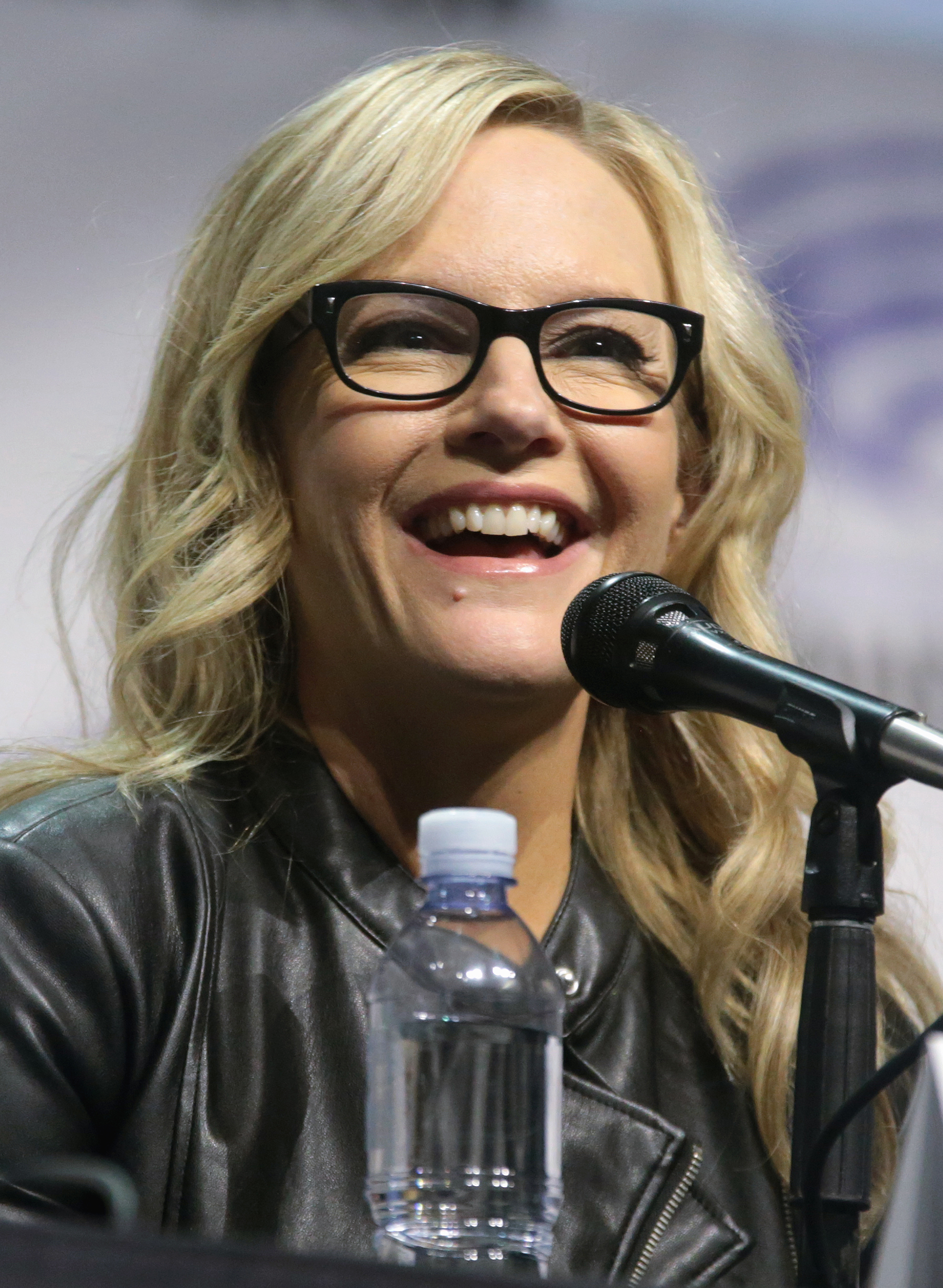
Rachael Harris interprète Linda Martin.

### Acteurs récurrents
- Alexander Koch (VF : Emmanuel Garijo) : Pete Daily (5 épisodes)
- Vinessa Vidotto (VF : Rebecca Benhamour) : Rémiel, sœur de Lucifer et Amenadiel (4 épisodes)
- Jeremiah Birkett : Lee Garner / Monsieur Dehors petasse (4 épisodes)

### Acteurs invités
- Tricia Helfer (VF : Laura Préjean) : Shirley Monroe (épisode 4) / mère de Lucifer (épisode 14)
- Inbar Lavi (VF : Claire Baradat) : Eve (épisodes 13 et 16)
- Scott Porter (VF : Alexandre Gillet)  : Lieutenant Caroll Corbett (épisode 15)

## Production

### Développement
Le 6 juin 2019, la série a été renouvelée pour une cinquième saison découpée et diffusée en deux parties. Un temps présentée comme la dernière, la signature de Tom Ellis le 29 mai 2020 pour une sixième saison contredit cette annonce,.

### Attribution des rôles
Le 7 janvier 2020, il est annoncé que l'acteur Dennis Haysbert jouera Dieu lors de cette saison.

## Liste des épisodes

### Épisode 1:Un diable sacrément triste
- : 21 août 2020 sur Netflix[10]

- Jeremiah Birkett : Lee Garner, monsieur "Dehors pétasse"
- Chasten Harmon : Megan Garner
- Michael Graziadei : 'Dirty Doug' Sargisian
- Philip Alexander : Kyle
- Erik Aude : Rod
- Kelsey Chock : Kirby Jones

### Épisode 2:Lucifer! Lucifer! Lucifer!
- : 21 août 2020 sur Netflix

- Stephen Schneider : Anders Brody
- Sharon Osbourne : Elle-même
- Coby Bell : Sam Chavez
- Erin Cummings : Mandy
- Liz Benoit : Jane Everly
- Matthew Bohrer : Donovan Glover

### Épisode 3: Lieutenant diablo!
- : 21 août 2020 sur Netflix

- Alex Quijano : Lieutenant Diablo
- Brianne Davis : Detective Dancer
- Tessa Auberjonois : Keri Belwood
- Guilford Adams : Murder Clown
- Jacob Chattman : Detective Doofus

### Épisode 4:Ça ne finit jamais bien pour les poulets
- : 21 août 2020 sur Netflix

- Tricia Helfer : Shirley Monroe
- L. Scott Caldwell : Lily Rose
- Emil Beheshti : Abe Gantz
- Iris Braydon : Portraitist
- Patrick Daniel : Paddy
- Christopher Gerse : Benny

- Cet épisode façon film noir sera filmé en noir et blanc dans une atmosphère années 1940.[réf. nécessaire]

### Épisode 5:Inspecteur Amenadiel
- : 21 août 2020 sur Netflix

- Ivonne Coll : Soeur Angelica
- Chaley Rose : Destiny Page
- Annie Funke : Soeur Franciene
- Matt Gerald : Hank
- Louisa Abernathy : Soeur Odetta
- Betsy Baker : Soeur Molly
- Carly J. Casey : Soeur Andrea

### Épisode 6:BlueBallz
- : 21 août 2020 sur Netflix

- Justin Bruening : Jed Carnal
- Alexander Koch : Pete Daily
- Adam Korson : Ron
- Andrew Steven Hernandez : Dax
- Alexandra Hoover : Belinda Roberts

### Épisode 7:Notre Mojo
- : 21 août 2020 sur Netflix

- Alexander Koch : Pete Daily
- Giovanni Bejarano : Mario Canales
- Joel Swetow : Niels Schuman
- Christy Algoso : Jovita
- Eileen Boylan : Mystery Woman
- Nancy De Mayo : Nina

- L'épisode fait référence au film Shining réalisé par Stanley Kubrick.

### Épisode 8:Attention,spoiler!
- : 21 août 2020 sur Netflix

- Dennis Haysbert : Dieu
- Alexander Koch : Pete Daily
- David Figlioli : Les Klumpsky
- Stephen Monroe Taylor : Scotty Thomas
- Darion Basco : Froy
- Zehra Fazal : Dr. Subia

- L'épisode fait référence au conte La Barbe bleue[réf. nécessaire].

### Épisode 9:Dîner de famille
- : 28 mai 2021 sur Netflix[6]

- John Glover : Peter Peterson
- Mark Adair-Rios : Juan Perez
- Gabrielle Walsh : Betty
- Darion Basco : Froy
- Eddie Flake : Uni
- Genevieve Gauss : Officer Cacuzza
- Dieterich Gray : Ted Peterson
- Danielle Hoetmer : April Peterson
- Mike Horton : Larry Peterson

### Épisode 10:Karaoké céleste à la noix
- :  28 mai 2021 sur Netflix

- Drew Powell : Coach Dale McVey
- Debbie Gibson : Mrs. Bitner
- Skyh Black : Hot Bounty
- James Calixte : un joueur
- Amaris Dupree : Darla Rockwell
- Greg Kasyan : Phil le fantôme

### Épisode 11:Tronche de diable
- :  28 mai 2021 sur Netflix

- Teri Reeves : Colonel O'Brien
- Catherine Dent : Dr. Alice Porter
- Jardon Derrick : Random Dude
- Patrick Hume : Sidewalk Preacher
- Andrey Ivchenko : Kristoff

### Épisode 12:Daniel Espinoza, nu et effrayé
- :  28 mai 2021 sur Netflix

- Wilmer Calderon (en) : Officier Luis Navarro
- Chelsea Rendon : Camila
- Adam Kulbersh : Ryan
- Arthur Darbinyan : Andrei
- Christopher Cendana : Banger
- Julia Emelin : Svetlana

### Épisode 13:Une petite filature innocente
- :  28 mai 2021 sur Netflix

- Inbar Lavi : Eve
- Alexandra Grossi : Adriana Nassar
- Lena Georgas : Jamie Evington
- Patrick Cage : Owen

### Épisode 14:Rien n'est éternel
- :  28 mai 2021 sur Netflix

- Rebecca De Mornay : Penelope Decker
- Vinessa Vidotto : Remiel
- Kimia Behpoornia : Gabriel
- Joel Rush : Zadkiel
- Allison McAtee : Elizabeth Newman
- Tricia Helfer : Charlotte
- Brent Bailey : Jeremy Morgan »

### Épisode 15:Ça va vraiment finir comme ça?
- :  28 mai 2021 sur Netflix

- Joel Rush : Zadkiel
- Layla Alizada : Odetta Watson
- Rob Benedict : Vincent Le Mec
- Miles Burris : Jophiel
- Ginifer King : Saraqael
- Michael Voltaggio : Lui-même
- Mo Anouti : Sayeed Faisal
- Scott Porter : Carol Corbett

### Épisode 16:Et si ça finissait bien?
- :  28 mai 2021 sur Netflix

- Inbar Lavi : Eve
- Jeremiah Birkett : Lee Garner
- Chris Payne Gilbert : John Decker
- Vinessa Vidotto : Remiel
- Kimia Behpoornia : Gabriel
- Charlyne Yi : Ray-Ray
- Joel Rush : Zadkiel
- Ginifer King : Saraqael
- Miles Burris : Jophiel
- David Anthony Buglione : Ibriel